# 夏景如
夏景如（1893年—1974年7月7日），字心齋，女，山東省壽光縣人。民國37年（1948年）在天津市選區當選第一屆立法委員。

## 生平
- 暨南大學畢業
- 河北省立女師學院國文系畢業
- 天津市私立聖功女中校長及天津市、青島市、濟南市聖功中小學校創辦人
- 青島方濟格學校校長，開封靜宜女子中學校董事長
- 北平培根、濟南黎明、天津法漢各中學校董事
- 天津市仁愛護士學校校長
- 抗戰時任中央文教協進會委員，從事於地下工作
- 民國37年，當選立法委員
- 民國63年7月7日病故[1][2][3][4]